# Asociación Gitanas Feministas por la Diversidad
La Asociación de Gitanas Feministas por la Diversidad es una organización fundada en abril del 2013, a través de reuniones y de círculos formativos y tiene como objetivos el desarrollo de actuaciones en materia de diversidad, contra la Violencia de Género y el feminismo romaní.
Se autodefinen como un movimiento feminista, ya que creen en la igualdad de derechos y libertades entre hombres y mujeres, que reivindica la visibilización de la mujer gitana. También se denominan diversas, porque el colectivo está formado por mujeres de diferentes comunidades, religiones, orientación sexual y disciplinas.

## Activismo
Defienden que para que exista el feminismo como movimiento político, es necesario que se incluya a las mujeres gitanas, así como a mujeres de otras razas y clases sociales y denuncian que a pesar de que cada vez sus voces son más escuchadas, aún existe una parte del movimiento feminista que no las reconoce y las invisibiliza.
Denuncian también que en España, la situación de las mujeres gitanas está marcado por la exclusión, la falta de oportunidades, la apropiación, la infrarrepresentación y el antigitanismo. Recalcan que la infrarrepresentación de las mujeres gitanas es evidente en todas las esferas o ámbitos sociales, políticos y económicos.
En noviembre de 2017 organizaron, en el Centro Cultural Arganzuela, el primer congreso de Feminismo Romaní. Con el objetivo de evidenciar la múltiple opresión que sufren las mujeres gitanas. También del congreso sirvió para la creación de un documento consensuado que podría ser usado como hoja de ruta para la agenda del feminismo romaní a corto y medio plazo.
También han escrito en la revista feminista Pikara Magazine sobre feminismo gitano y antigitanismo.